# Elisha Kent Kane

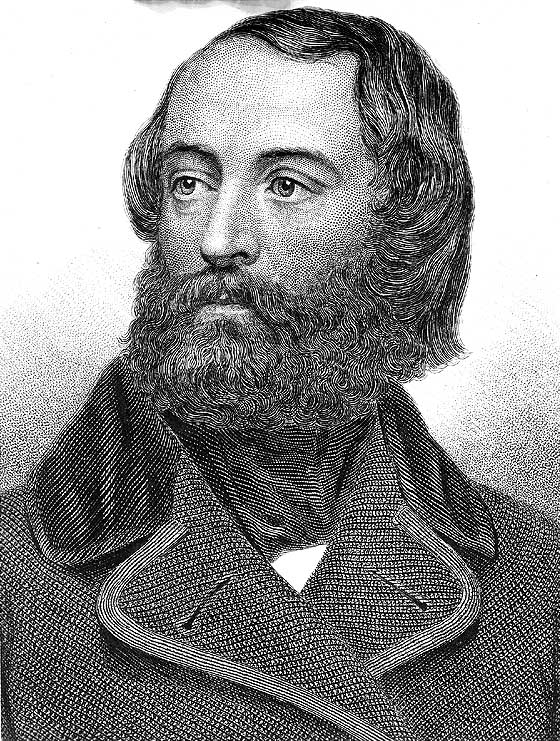
Elisha Kent Kane

Elisha Kent Kane (* 3. Februar 1820 in Philadelphia, Pennsylvania; † 16. Februar 1857 in Havanna, Kuba) war ein US-amerikanischer Polarforscher, Entdecker und Arzt.

## Leben
Nach abgeschlossenem Medizinstudium an der University of Pennsylvania und kurzem Praktikum als Militärarzt in der US Army ging er 1844 als Arzt der US-amerikanischen Gesandtschaft nach China und besuchte in wissenschaftlichem Interesse die Philippinen, Ceylon, Ost-Indien, Ägypten bis an die Grenze Nubiens, Südafrika und Dahomey, wo er bis Widah vordrang.
Nach Amerika zurückgekehrt, nahm er 1846 am Mexikanisch-Amerikanischen Krieg teil, wo er selbst verwundet wurde, und war darauf bei der Küstenvermessung des Golfs von Mexiko tätig.
Von 1853 bis 1855 leitete er die von Henry Grinnell finanzierte Expedition zur Auffindung des verschollenen John Franklin (sogenannte „2. Grinnell-Expedition“), nachdem er schon die erste erfolglose Grinnell-Expedition als Oberarzt begleitet hatte. Die Suchaktion verlief – wie sämtliche andere der zahlreichen zur Rettung Franklins gestarteten Expeditionen Mitte des 19. Jahrhunderts – erfolglos, trug aber wesentlich zur Erforschung der kanadischen und grönländischen Arktis bei.
Mit der Brigg Advance brach er 30. Mai 1853 von New York auf und überwinterte in der Rensselaer Bay im Kane-Becken (ca. 78,5° nördliche Breite). Von dort aus unternahmen Kane und sein Begleiter Isaac Israel Hayes jeweils getrennte Schlittenfahrten in den Norden. Kane erkundete Nordgrönland (Washington Land und den Humboldt Gletsjer), während Hayes den mittleren Teil von Ellesmere Island erforschte. Erdmagnetische Beobachtungen wurden vom Astronomen August Sonntag vorgenommen.
Den nördlichsten Punkt der Expedition erreichte William Morton mit dem grönländischen Hundeschlittenführer Hans Hendrik. Bei einer Breite von 81° 22′ N entdeckten sie den Kennedy-Kanal, den sie eisfrei vorfanden. Kane und Hayes deuteten dies als Bestätigung einer auf den britischen Kaufmann Robert Thorne († 1527) zurückgehenden Theorie, die in den folgenden Jahren die Fantasie zahlreicher Abenteurer und Polarforscher anregte: Kane dachte, dass die konstante Drift der Eisschollen dazu führen würde, dass jenseits des zugefrorenen Kane-Beckens eine eisfreie, schiffbare Zone des Arktischen Ozeans Expeditionen relativ einfach zum Nordpol vorstoßen lassen würde. Kane war einer der Hauptverfechter jener Theorie vom eisfreien Nordpolarmeer. Am 4. August 1855 kehrte die Expedition schließlich nach Aufgabe des noch immer festgefrorenen Schiffes und unsäglichen Strapazen teils mit Hundeschlitten, teils zu Fuß, teils mit Beibooten nach Upernavik zurück.
Die Ergebnisse seiner Forschungen legte er in den Werken The United States Grinnell Expedition (1854) und in Arctic Explorations (1856) nieder.
Kane, der zeitlebens an Rheuma gelitten hatte, zog sich nach seiner zweiten Polarexpedition aus gesundheitlichen Gründen nach Havanna, Kuba zurück, wo er am 16. Februar 1857 verstarb.
Nach Kane ist unter anderem das Kane-Becken in der Naresstraße und der Mondkrater Kane benannt. Er war Mitglied der American Philosophical Society.